# Baltasar de Cepeda
Baltasar de Cepeda (Osuna, Sevilla, 1560-Espartinas, ¿?), fue un poeta español del Siglo de Oro, que debe buena parte de su fama, y del interés filológico que despierta en los especialistas de este periodo, al hecho de que Miguel de Cervantes, en el capítulo VII del Viaje del Parnaso, le mencione por el apellido. Descrito como un "elegante y docto poeta sevillano, y notario de la Audiencia arzobispal de su patria", procedía de una familia noble y adinerada. Era hijo de Catalina de la Torre, natural de Torrijos, un pueblo cerca de Toledo, y de Diego de
 Cepeda, gobernador y alférez mayor en Estepa, descendiente de los linajudos Cepedas de Ávila. Por parte paterna, además, Baltasar de Cepeda heredó un vínculo con Santa Teresa de Jesús.
| «Hacer milagros en el trance piensa Cepeda» | -- Miguel de Cervantes, Viaje del Parnaso, VII -68-- |

## Biografía
Durante su juventud, Baltasar de Cepeda se instruyó en la religión con los franciscanos de Osuna, que dirigían allí dos conventos: el de la Madre de Dios y el del Monte Calvario. Durante esta primera etapa 
descubrió un fuerte sentimiento vocacional, al desarrollo del cual dedicará toda su vida. Más tarde viajó a Córdoba para perfeccionar su formación: allí, en el convento de San Francisco, estudió filosofía durante tres años, tras terminar el Noviciado. Más tarde se trasladó a Granada para estudiar artes y teología. En 1583 cantó su primera misa en la ciudad de Darro y se trasladó al cenobio de San Antonio de Arcos, donde continuó estudiando artes. Posteriormente, se 
trasladó a San Francisco de Osuna y permaneció allí hasta el año 1590, año en que se celebró el Capítulo Provincial en Écija, en el que Cepeda fue nombrado guardián del observante convento de Monte Calvario en Osuna, su ciudad natal.
En 1593 hubo Capítulo en Osuna y Baltasar de Cepeda, ya fraile, fue destinado al convento de Nuestra Señora de las Flores de Alora, donde ejerció los cargos de guardián durante tres años, y del que fue vicario hasta el 17 de febrero de 1601. En esta fecha se celebró el Capítulo siguiente en donde fue nombrado guardián del convento de Nuestra Señora de Loreto, donde se quedó hasta 1608. No tenemos constancia del año en que Baltasar de Cepeda falleció, ya que en algunas fuentes se cita el año 1608 como fecha de muerte, mientras que en otras se describe la asistencia del poeta a la boda de Diego Velázquez, celebrada en 1618.
Se sabe que la vida del poeta y clérigo Baltasar de Cepeda, de acuerdo con su fuerte vocación, estuvo dedicada casi por entero a asuntos religiosos, tanto que murió en aire de santidad. Esto hasta el punto de que se le atribuyeron milagros: curaciones prodigiosas provocadas por el simple contacto con su hábito, sanaciones, multiplicación de los alimentos en la cocina del convento para abastecer a pobres y forasteros. Según lo resume fray Arturo Álvarez: «la vida de Fray Baltasar fue un perfecto dechado de virtudes practicadas en grado heroico, según testimonio de cuantos con él convivieron».

## Debate filológico
Hay que señalar la presencia de algunos problemas a la hora de establecer el conjunto de obras que se deben atribuir a Baltasar de Cepeda. De hecho, el punto de partida para el estudio de la figura de Cepeda suele ser la 
referencia de Cervantes en el Viaje del Parnaso, que es lo suficientemente genérica como para producir interpretaciones contradictorias. Debido a la existencia de múltiples autores que se apellidaban Cepeda en el contexto literario español del Siglo de Oro —algunos coetáneos a Baltasar de Cepeda que nació en Osuna en 1560—, se han elaborado diferentes estudios con el intento de adjudicar un autor a las distintas obras que parecen haber sido escritas por uno de los Cepeda. 
El hispanista italiano Stefano Arata, 
en su artículo «Loyola y Cepeda: dos dramaturgos del Siglo de Oro en la 
Biblioteca de Palacio», identifica hasta tres Cepeda distintos.  El artículo de Arata intenta evaluar la posibilidad de atribuir la comedia manuscrita Los enredos de Martín a uno de los diferentes Cepeda, sin embargo concluye admitiendo la imposibilidad de resolver de manera rigurosa y definitiva el problema de su autoría.
Es la misma conclusión a la que llega también el hispanista y cervantista estadounidense Rudolph Schevill cuando, en las notas al Viaje del Parnaso de Cervantes, presenta por lo menos tres Cepeda distintos a quien hay que atribuir las distintas obras.
Entre las obras que remiten al apellido Cepeda, son de incierta atribución: una oda contenida en el Flores de poetas ilustres
 (1605), escrita por un Cepeda cuya identificación resulta debatible; un poema escrito en ocasión de las exequias 
de Felipe II celebradas en Murcia en 1600, a las que asistió el mismo Cervantes; y un soneto, contenido en El Pastor de Iberia (1591), novela pastoril de Bernardo de la Vega.
Por último, como demuestra la argumentación del artículo de Stefano Arata, se ha de tener en cuenta que existe la posibilidad de que Baltasar de Cepeda pueda haber escrito obras de teatro y que la comedia Los enredos de Martín pueda ser una de ellas.

## Obra y estilo

### Obra poética
Entre la producción poética que se puede atribuir al poeta y clérigo Baltasar de Cepeda, se 
encuentran cuatro obras, cuyas ediciones actualmente están conservadas en la Biblioteca Nacional de España, la Biblioteca Colombina y 
la Capitular de Sevilla. Las cuatro obras fueron impresas en Sevilla por el 
mismo editor, Alonso Rodríguez Gamarra. En el caso de El Pater Noster y el Ave María glosado a la Inmaculada Concepción de la Virgen María
 la publicación fue originalmente a cargo de Matías Clavijo, en Sevilla, 
pero la edición de la que disponemos fue publicada finalmente por Juan de la Cuesta, en Baeza.
Si bien no existe ningún estudio exhaustivo y sistemático de la obra de Baltasar de Cepeda, se pueden establecer unos
 rasgos propios en su producción poética, a partir de la lectura de las obras conocidas. En primer lugar, su producción se caracteriza por el énfasis y la insistencia en el tema religioso: toda su 
poesía está impregnada de un fuerte sentimiento de devoción cristiana, expresado con un lenguaje
 muy expresivo. Estos elementos de patetismo devocional, directamente influidos por la condición de clérigo del poeta, pueden interpretarse también como rasgos afines a la Escuela poética sevillana y, más en general, a la poética del barroco español del siglo XVII. 

#### Pater Noster y el Ave María glosado a la Inmaculada Concepción de la Virgen María
Se trata de una obra impresa en 1615, que contiene dos largos poemas estructurados en estrofas de diez versos, de ocho y once 
sílabas en rima consonante y estilo libre, y una canción escrita por
 otro poeta del Siglo de oro, Alonso de Bonilla, además de una
 glosa a la Inmaculada Concepción de la Virgen María, que cierra la edición. Las estrofas de los dos poemas más largos glosan versos del Pater Noster y del Ave María en latín. El centro temático de toda la composición es la ausencia de pecado en la Inmaculada Concepción y la ausencia de vínculo y conexión entre María y el demonio, Luzbel, gracias a la omnipotente intervención divina.
En el primer poema, Cepeda se dirige a Dios, haciendo una exaltación de su poder, capaz de preservar a María del pecado, eligiéndola como madre del Redentor. Hay, además, una invocación a la fe, que no deje al creyente incrédulo frente a la aparente oscuridad de los dogmas cristianos.
En la segunda y en la última parte, Cepeda destaca las virtudes virginales de María, mostrando la imposibilidad de que esté corrompida por el pecado.

#### Lunario y pronóstico general de las verdades que sucederán en el año de mil y seiscientos y diecisiete acerca de la concepción de la Virgen María
El Lunario es un largo poema, que se inscribe en el género de los almanaques o calendarios, compuesto por estrofas de cuatro 
versos, de ocho y nueve sílabas, en rima asonante y estilo libre. La función del poema, según afirma el poeta mismo en la obra, es la de pronosticar, por medio de la astrología, aquellos eventos significativos que deberían acontecer durante el año de su publicación, o sea el 1617. Tras una prolongada auto-presentación, y la introducción de una breve historia de aquellos pueblos que en otras épocas ya habían cultivado la astrología, el poeta realiza una serie de 
pronósticos, atribuyéndoles una fecha concreta de realización, enseñando su conexión 
con otros eventos de ámbito religioso.

#### Testamento y última voluntad de un fiel devoto acerca del misterio de la Inmaculada Concepción de la Virgen
El documento del que disponemos es un impreso del testamento del autor, escrito en forma de poema, con versos ilimitados y rima consonante. Fue publicado en el año
1617 y está conservado en la Biblioteca Nacional de España. El texto, redactado en primera persona, aporta elementos biográficos del autor, además de manifestar su
profunda devoción a Dios y a la Virgen. El autor aprovecha esta obra para confirmar su alma a Dios y reafirmar su fe cristiana, dirigiéndose repetidamente a la Virgen, que es comparada con el Sol, la Luna, los cipreses, las fuentes... Metafóricamente, ella es la única fuente de vida. Cepeda en su Testamento establece que desea ser
enterrado con el hábito de fraile, especificando el tipo de rito fúnebre que desea recibir. Además, cede sus bienes a sus hermanos y a
sus compañeros de hábito

#### Testimonio en relación que da el tiempo del estado que hoy tiene el pleito de la Inmaculada Concepción de la Virgen nuestra señora
Se trata de un documento escrito en 1616, impreso por Alonso Gamarra en Sevilla, que pertenece al género de los acontecimientos, declinado por Cepeda en clave religiosa. En el texto, Cepeda insiste en argumentar en favor de la ausencia de pecado en la Virgen, en línea con el enfoque adoptado en El Pater Noster y el Ave María glosado a la Inmaculada Concepción de la Virgen María.
En la primera parte de la composición, Cepeda afirma, dirigiéndose a 
un juez imaginario, que su Señora no puede ser culpable de pecado, porque quien parió a 
Dios, no pudo hallarle con culpa en nada. A continuación, cita numerosos
 teólogos cuyas argumentaciones apoyarían su defensa. En todo momento, Cepeda adopta una actitud retórica de humildad, dirigiéndose a la autoridad siempre en tono de súplica, para que se acepte su humilde demanda. Más adelante, refiere del proceso que siguió el pleito ante la 
demanda que es redirigida a la Santa Sede para que Su 
Santidad advoque la causa. El Papa estudió las razones de ambas partes del pleito y se inclinó por defender a la Inmaculada Concepción de la Virgen.
En la glosa final se declara la Virgen no culpable de pecado, ya que Dios al elegirla como madre de Jesús la liberó de toda mancha.